# Gipfelbuch

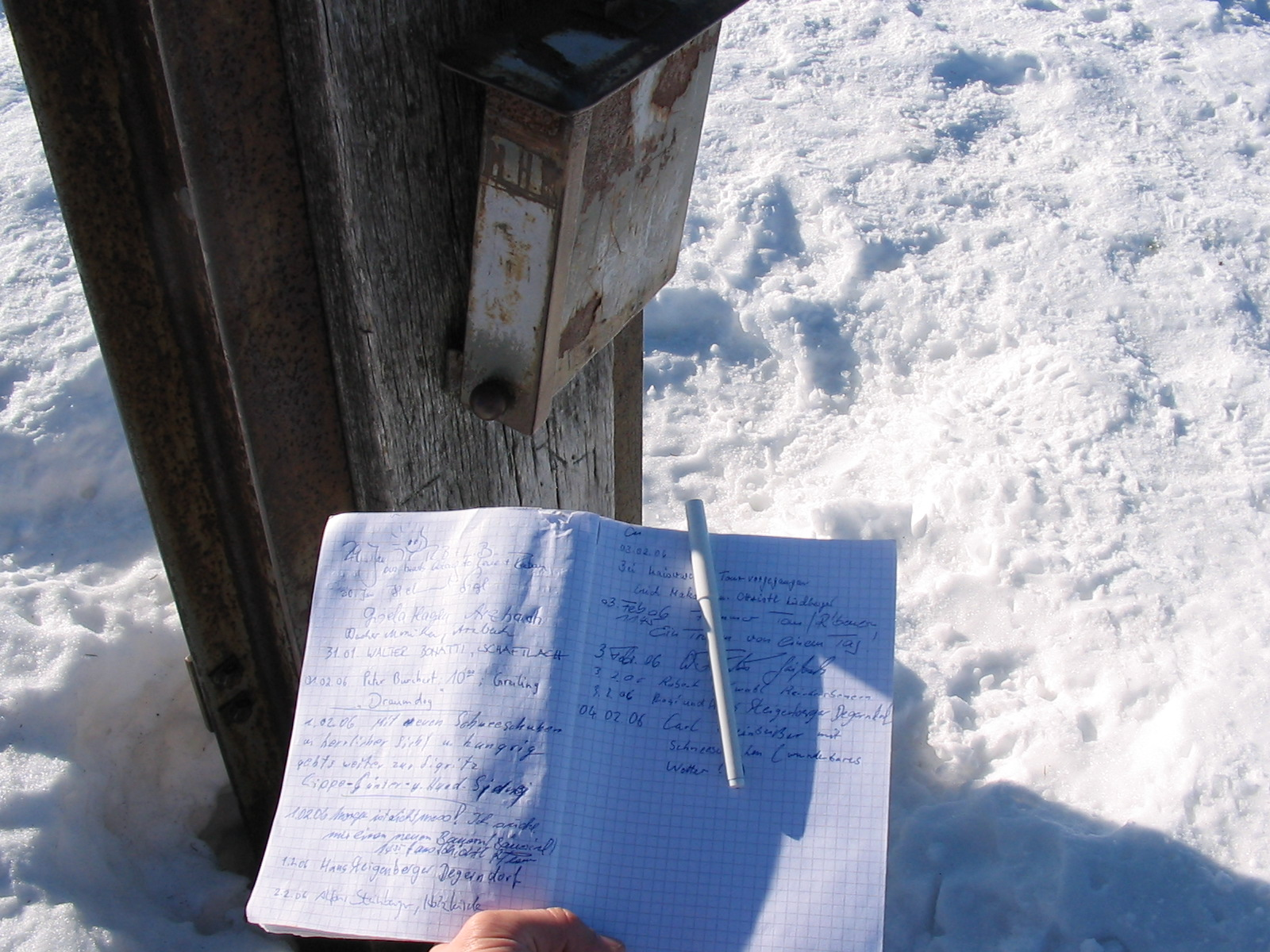
Gipfelbuch mit Wetterkasten, aufgenommen am Rechelkopf

Ein Gipfelbuch findet man auf vielen Berggipfeln, vor allem in den Alpen und auf manchen Kletterfelsen. Das Gipfelbuch erfüllt die Funktion eines Gästebuches für den jeweiligen Berg bzw. Felsen. In der Regel wird es in einer wetterfesten Hülle aufbewahrt. Auf den Alpengipfeln ist oft am Gipfelkreuz ein mit regenfestem Deckel versehener Blechkasten angebracht, in dem sich das Gipfelbuch befindet. An Klettersteigen spricht man analog dazu vom Steigbuch, in Kletterwänden vom Wandbuch (siehe auch Hüttenbuch).

## Überblick

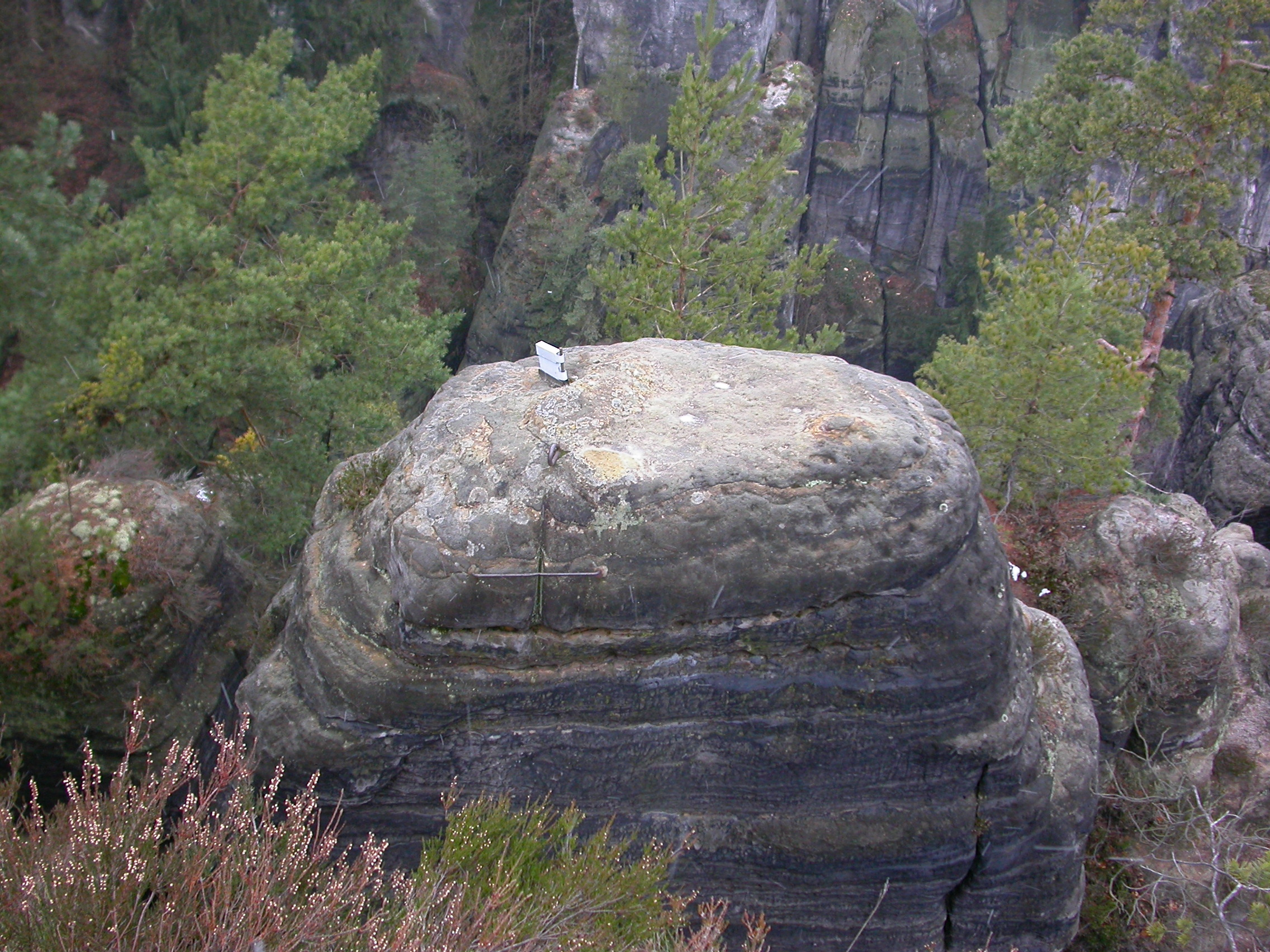
Klettergipfel mit Gipfelbuchkassette im Rathener Gebiet in der Sächsischen Schweiz

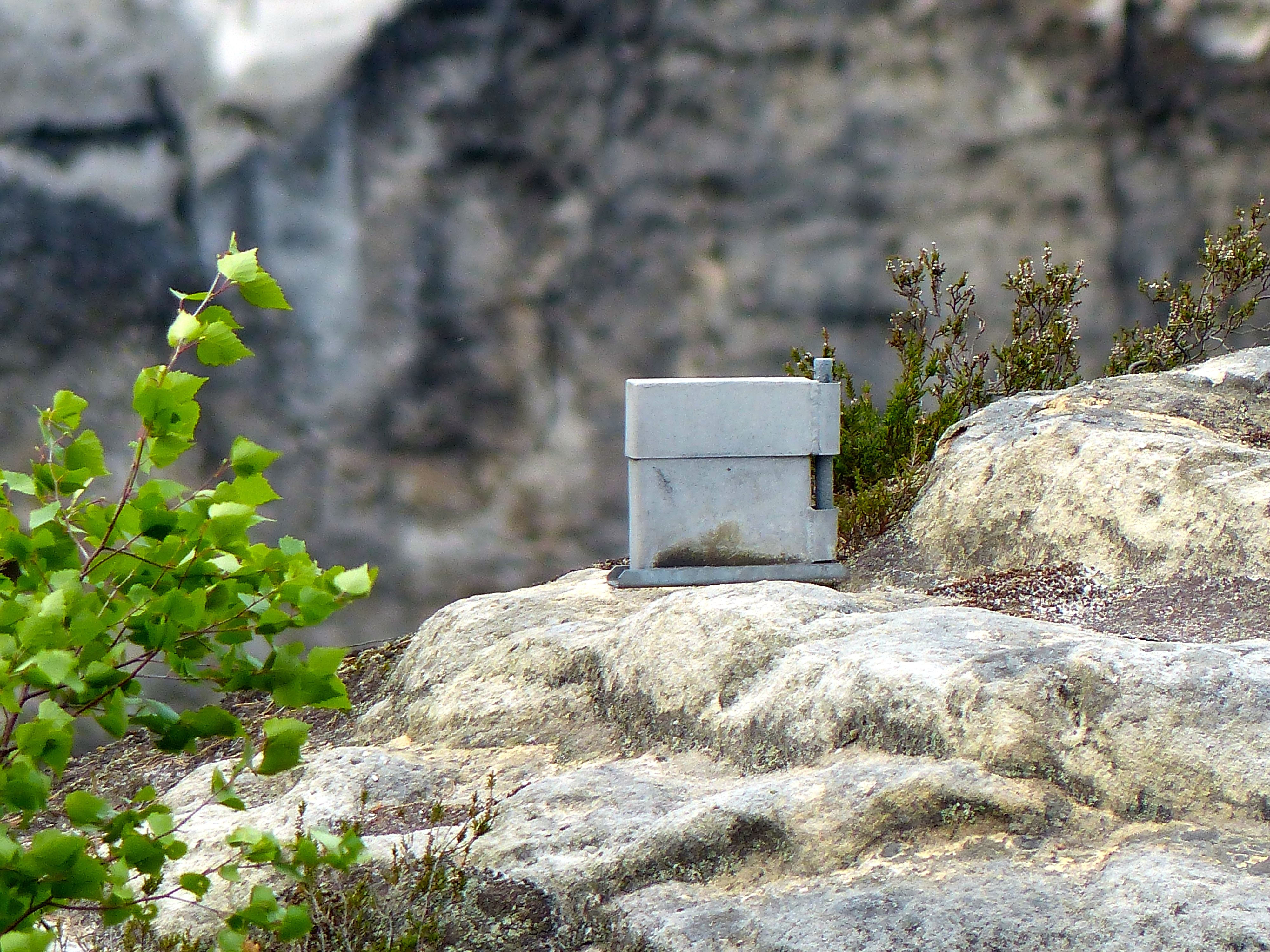
Gipfelbuchkassette in der Sächsischen Schweiz

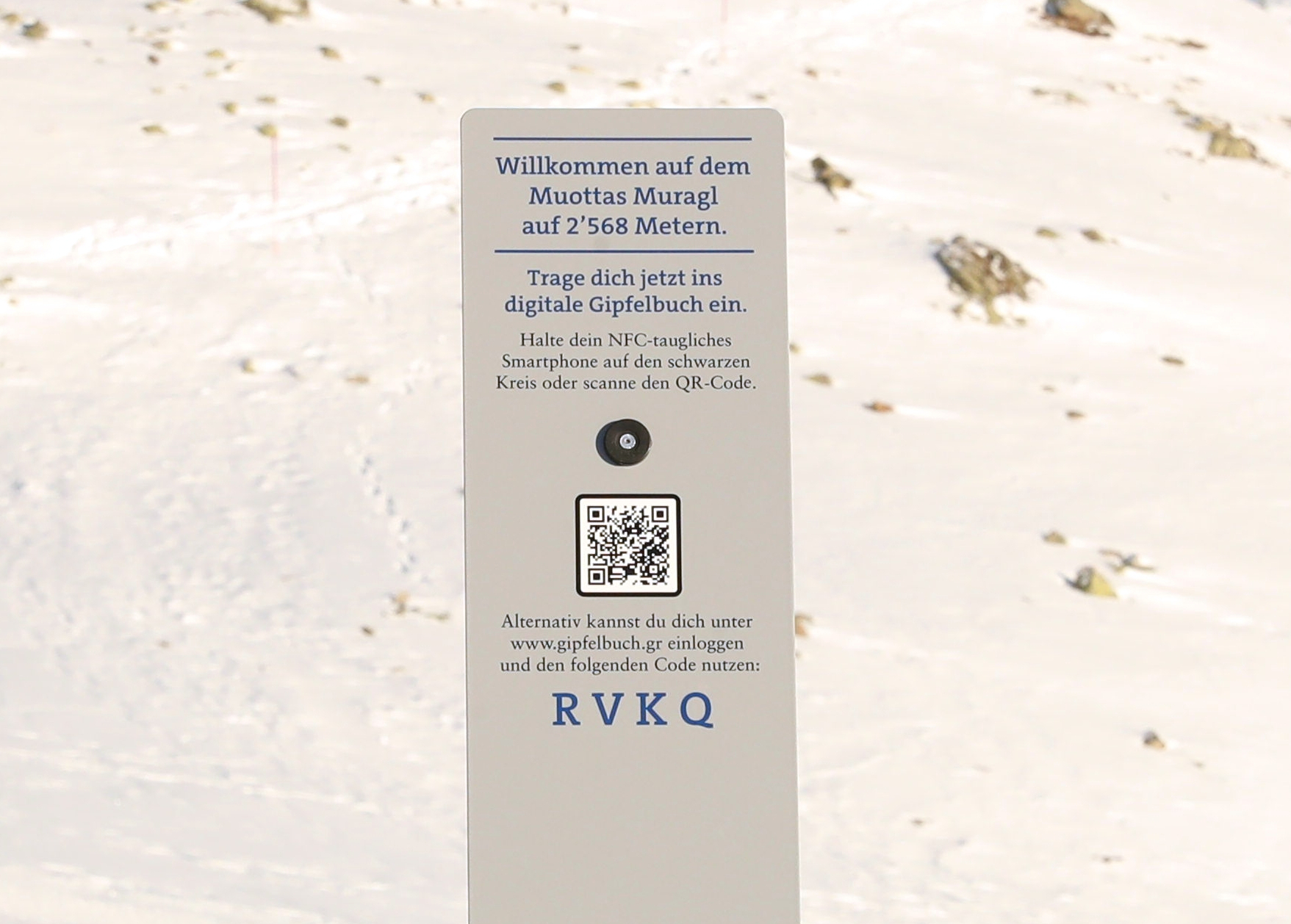
Informationstafel für das digitale Gipfelbuch auf dem Muottas Muragl im Engadin

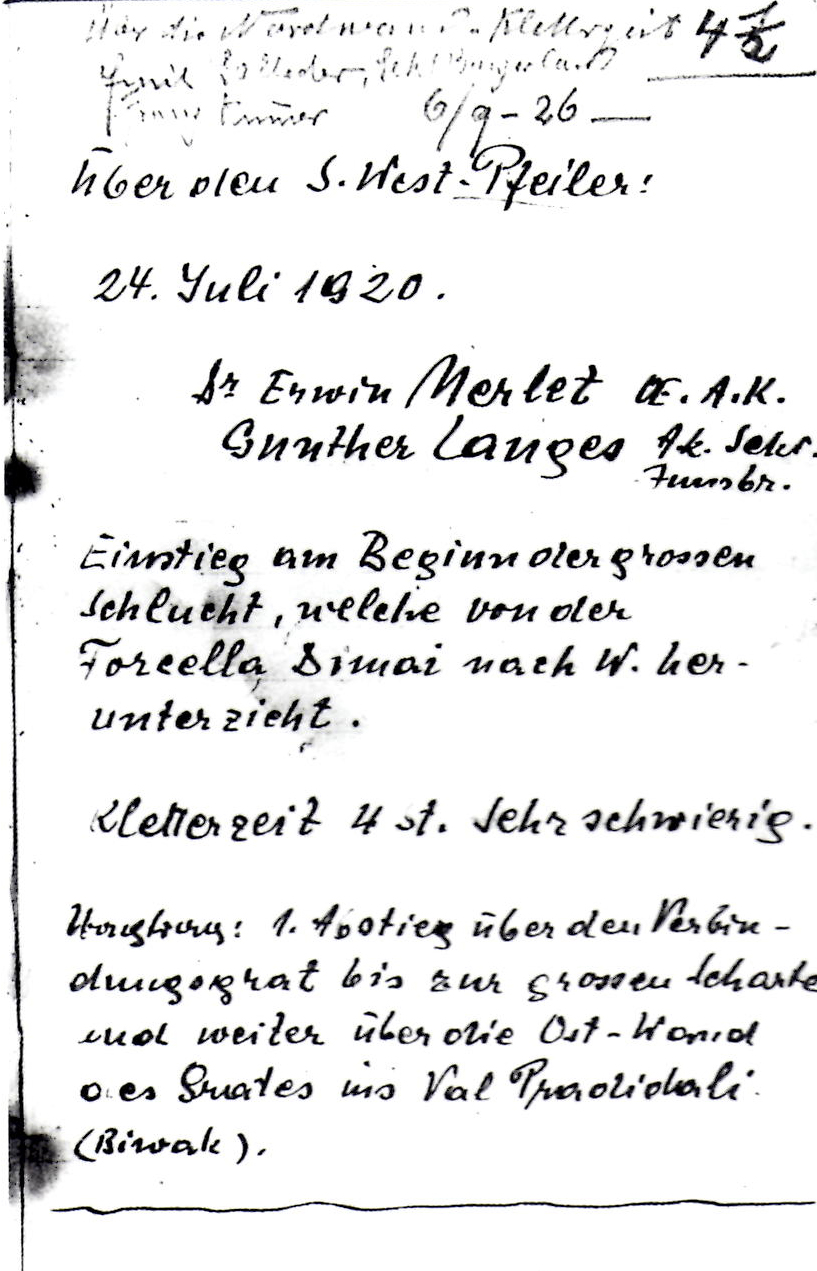
Eintrag von Gunther Langes und Erwin Merlet auf der Pala di San Martino nach der Erstbegehung des Gran Pilaster 1920

Meist handelt es sich bei einem Gipfelbuch um ein einfaches Notizbuch, in dem sich jeder Gipfelstürmer verewigen kann. In manchen Gipfelbüchern werden zudem die begangenen Routen sowie eventuelle neue Erstbegehungen festgehalten. Die meisten Einträge in Gipfelbüchern verweisen auf das Datum der Besteigung, das Wetter und die Stimmung der Bergsteiger beim Aufstieg. Man findet aber auch launige Einträge, Gedichte oder Zeichnungen in Gipfelbüchern.
Wenn ein Gipfelbuch vollgeschrieben ist, wird ein neues hinterlegt. Meist erledigt dies ein Verantwortlicher des jeweiligen Gebirgsvereins oder der Wirt der nächstgelegenen Berg- oder Unterkunftshütte, oder auch eine Privatperson. In manchen Fällen können exakte Eintragungen über Weg, Zeit und Ziel für die Bergrettung von Nutzen und für die in Bergnot geratenen lebensrettend sein. An exponierten Stellen in den alpinen Gebieten werden auch noch die Hütten- und Kapellenbücher diesem Zweck gerecht.
Gipfelbücher auf Klettergipfeln gibt es u. a. in der Sächsischen und in der Böhmischen Schweiz, im Zittauer und im Lausitzer Gebirge, im Erzgebirge, im Harz sowie in der Südpfalz, die sämtlich mit einem Gipfelbuch für Eintragungen der Kletterer versehen sind. Die Gipfelbücher der Sächsischen Schweiz werden zum Beispiel vom Sächsischen Bergsteigerbund betreut, der in seinem Archiv Gipfelbücher bis zurück in die 1920er Jahre verwahrt. Mit Ausnahme eines launigen Spruchs für die Jahreserste, also die erste Besteigung des Gipfels in einem neuen Jahr, sind dort Eintragungen, die über Datum, Namen und Weg hinausgehen, unter den Kletterern verpönt. Vor 1989 nutzten dennoch häufiger Kletterer die Gipfelbücher für kritische und meist anonyme Eintragungen zur Situation in der DDR. Dies führte sogar dazu, dass sich die Stasi mit den Gipfelbüchern befasste. Ein Beispiel für einen solchen Spruch ist folgender:

„Von der Ostsee bis nach Sachsen – kein Berg ist uns gewachsen. Von Osten nach Westen – das können wir nicht testen“

Physische Gipfelbücher und deren Behälter sind nicht unumstritten und werden manchmal entwendet oder zerstört. In den 1920er Jahren gab es in der Sächsischen Schweiz umfangreiche Entfernungen von Gipfelbüchern im Streit um die gesellschaftliche Ausrichtung des Bergsports zwischen dem bürgerlichen Sächsischen Bergsteigerbund und der der Arbeiterbewegung entstammenden Vereinigten Kletterabteilung (VKA) der Naturfreunde. Begründet wurden die Entfernungen damit, dass Gipfelbücher die unberührte Natur verschandeln würden, sie trafen aber auch innerhalb der VKA nicht auf ungeteilte Zustimmung.
Im Zuge der Verbreitung mobiler Smartphones gibt es inzwischen virtuelle Alternativen, welche den Ortsbeweis mittels GPS-Chip in Smartphones erbringen und nur Einträge vor Ort zulassen. Auch GPS-Geräte mit entsprechender Firmware können zu diesem Zweck verwendet werden. Mit einem solchen digitalen Gipfelbuch lässt sich das Diebstahlproblem umgehen, außerdem sind Einträge auch auf Schneegipfeln möglich, welche über keine physischen Gipfelbücher verfügen. Das Prinzip ähnelt dem Geocaching, wobei die Caches nicht gelegt werden müssen.

## Pfälzerwald
Die Sandsteinfelsen des Pfälzerwaldes wurden seit 1903 erklettert, als die Brüder Karl und Oskar Mugler als erste den Rödelstein bei Vorderweidenthal bestiegen. 1904 wurde der Fladenstein bei Bundenthal und der Jungturm bei Annweiler von Friedrich und Karl Jung erstbestiegen. Von Anfang an war es üblich, dass die Erstbesteiger auf dem Gipfel ein Steinmännchen aufbauten und dort in einer Zigarrenkiste oder Metallkassette einen Zettel mit ihren Namen hinterließen. Später wurde aus dem Steinmännchen eine fest installierte Kassette mit einem Buch, in das die Kletterer ihre Geschichten und z. B. Zeichnungen der Routen eintrugen. Auch kunstvolle Zeichnungen, Kletterfotos und Aufkleber schmückten die Gipfelbücher. 
Systematisch ausgebaut wurden die Gipfelbücher von der 1919 gegründeten Vereinigung der Pfälzer Kletterer. Die Gründung des Vereins wurde im schon seit 1904 geführten Gipfelbuch des Asselsteins dokumentiert. Theo und Fritz Mann, der den Verein 1926 bis 1937 anführte, sammelten Geld für 30 Bücher und Hülsen. Bereits 1923 waren alle 80 freistehenden Türme der Südpfalz erklettert. Die Felswände der Massive wurden später erobert. Von den insgesamt mehr als 500 Routen waren 2019 beim hundertjährigen Jubiläum des Vereins 214 mit Gipfelbüchern versehen. Probleme gab es 1975 bis 1985 beim „Pfälzer Hakenstreit“ zwischen Traditionalisten, die ohne Hilfsmittel kletterten, und Sportkletterern, die möglichst sicher am Haken klettern wollten. In dieser Zeit wurden Ringe aus den Routen gesägt und Gipfelbücher gestohlen, verschmiert und angesengt. Der Streit wurde später beigelegt, und inzwischen gelten die beidseits respektierten „Richtlinien für sanftes Klettern im Naturpark Pfälzerwald“. Es dürfen keine Griffe und Tritte in die Felsen geschlagen werden, und die Verwendung von Bohrhaken ist einvernehmlich geregelt. Felsen, wo geschützte Vögel brüten, sind während der Brutzeit gesperrt. Der Verein führt ein Gipfelbucharchiv mit mehreren hundert historischen und gefüllten Gipfelbüchern, von denen einige als Galerie im Internet präsentiert werden. Im Jubiläumsjahr 2019 wurden vom Asselstein 24 Gipfelbücher verwahrt, die den Zeitraum von 1904 bis 2011 abdeckten.